# جون ستيفنز (لاعب كريكت بريطاني)
جون ستيفنز (10 أكتوبر 1854 في المملكة المتحدة - ) (بالإنجليزية: John Stevens)‏ هو لاعب كريكت بريطاني. لعب مع نادي مقاطعة سري للكريكت ‏.

## وصلات خارجية
- جون ستيفنز على موقع إي آس بي آن كريك إنفو (الإنجليزية)